# Naturwald Kramer
Der Naturwald Kramer ist ein Naturwald in den Ammergauer Alpen, der sich über eine Fläche von etwa 1590 Hektar erstreckt. Er befindet sich in Garmisch-Partenkirchen, einem Markt im oberbayerischen Landkreis Garmisch-Partenkirchen. Das Schutzgebiet liegt westlich von Garmisch-Partenkirchen und wurde im Jahr 2020 ausgewiesen. Das Waldschutzgebiet zählt zu den größten und bedeutendsten Schutzgebieten Bayerns.

## Geographische Lage
Das Schutzgebiet besteht aus einem Teilbereich und liegt im Naturraum Ammergauer Alpen. Nördlich grenzen viele weitere mittelgroße Naturwaldflächen an den Naturwald Kramer. Nordöstlich befindet sich Farchant, eine Gemeinde im Landkreis Garmisch-Partenkirchen. Im Osten liegen Garmisch-Partenkirchen sowie Burgrain, südlich Grainau und Breitenau. Im äußersten Südwesten liegt der Ort Griesen, fast an der deutsch-österreichischen Grenze. Das Großschutzgebiet wird von mehreren Fließgewässern durchzogen, darunter die Loisach-Zuflüsse Beistallaine, Zieggraben, Kammerlaine, Dürerlaine, Kögerlaine sowie die Ackerlaine. Wichtige Erhebungen innerhalb des Naturwaldes sind Grießberg (1636 m ü. NHN), Rauhenstein (1728 m ü. NHN), Hoher Ziegspitz (1864 m ü. NHN), Vorderer Ziegspitz (1815 m ü. NHN), Kramerspitz (1985 m ü. NHN). Der höchste Punkt innerhalb des Naturwaldes liegt am Kramer knapp unter 1950 m ü. NHN, während der tiefste Punkt im südlichen Teil an der Bundesstraße 23 bei etwa 755 m ü. NHN liegt. Das Schutzgebiet befindet sich im FFH-Gebiet Ammergebirge sowie im Vogelschutzgebiet Ammergebirge mit Kienberg und Schwarzenberg sowie Falkenstein. Zudem liegt es im Naturschutzgebiet Ammergebirge.

## Schutzstatus
Abgesehen von notwendigen Maßnahmen des Waldschutzes und der Verkehrssicherung findet in Naturwaldreservaten und Naturwäldern keine Bewirtschaftung und keine Holzentnahme statt. Im Rahmen des Volksbegehren „Artenvielfalt & Naturschönheit in Bayern“ kündigte die Bayerische Staatsregierung an, 10 % des Staatswaldes aus der Nutzung zu nehmen. Als Teil dieser Maßnahme wurde dieser Wald als Schutzgebiet ausgewiesen. Bereits vor der Ausweisung als Naturwald waren Teile dieses Gebietes von den Bayerischen Staatsforsten als sogenannter Klasse-1-Wald aus der Nutzung genommen worden. Die Bayerische Staatsregierung wandelte anschließend dieses Gebiet in einen Naturwald um. Somit ist dieses Gebiet dauerhaft der natürlichen Waldentwicklung überlassen. Laut den Bayerischen Staatsforsten handelt es sich bei diesem Waldgebiet vor allem um einen Bergmischwald.

## Naturwaldreservat
Ein Teil des Großschutzgebietes ist das 1989 gegründete und 109,95 Hektar große Naturwaldreservat Jakelberg, das sich im südlichen Teil des Naturwaldes auf einer Höhe zwischen 830 und 1450 m ü. NHN befindet. Die unteren Hangbereiche des Naturwaldreservates sind von Carbonat-Bergmischwäldern geprägt, zu denen Fichten, Tannen und Buchen gehören. In den höher gelegenen Regionen, die durch verstärkte Sonneneinstrahlung und trockenere Standorte charakterisiert sind, nimmt der Anteil der Kiefer stetig zu. Daher prägt in diesen oberen Hangbereichen die Waldgesellschaft des Carbonat-Kiefernwaldes am Alpenrand (Calamagrostio variae-Pinetum) eine Untergruppe des Schneeheide-Kiefernwaldes im FFH-Gebiet, das als „sonstiger Lebensraum Wald“ (früher bekannt als LRT 9430 der FFH-RL) eingetragen ist. Diese Waldgemeinschaft ist gemäß § 30 des Bundesnaturschutzgesetzes gesetzlich geschützt.